# 1355 Magoeba
1355 Magoeba eller 1935 HE är en asteroid i huvudbältet som upptäcktes 30 april 1935 av den sydafrikanske astronomen Cyril V. Jackson i Johannesburg. Det har fått sitt namn efter Magoeba.
Asteroiden har en diameter på ungefär 4 kilometer och den tillhör asteroidgruppen Hungaria.